# Alessandro Puccini
Alessandro Puccini (* 28. August 1968 in Cascina) ist ein ehemaliger italienischer Florettfechter. Er ist Olympiasieger und wurde Welt- und Europameister.

## Erfolge
Alessandro Puccini wurde mit der Mannschaft 1990 in Lyon sowie 1994 in Athen Weltmeister. Zudem erreichte er mit ihr das Podium 1993 in Essen mit Rang zwei und 1997 in Kapstadt mit Rang drei. Sein bestes Abschneiden im Einzel gelang ihm 1994, als er das Finale erreichte. In diesem unterlag er Rolando Tucker und wurde Vizeweltmeister. Bei Europameisterschaften gewann er 1999 in Bozen mit der Mannschaft Gold. Zweimal nahm Puccini an Olympischen Spielen teil. 1992 erreichte er in Barcelona mit der Mannschaft den sechsten Platz. Vier Jahre darauf belegte er in Atlanta mit der Mannschaft Platz acht. Im Einzel schlug er, nach drei Auftaktsiegen, im Halbfinale Franck Boidin mit 15:13. Das anschließende Finale entschied er gegen Lionel Plumenail mit 15:12 für sich und wurde Olympiasieger.